# Estació de trens de Manternach
L'Estació de trens de Manternach (en luxemburguès: Gare Manternach; en francès: Gare de Manternach, en alemany:  Bahnhof Manternach) és una estació de trens que es troba a Manternach a l'est de Luxemburg. La companyia estatal propietària és Chemins de Fer Luxembourgeois. L'estació està situada en el ramal ferroviari de la línia 30 CFL, que connecta la ciutat de Luxemburg amb l'est del país i amb Trèveris.

## Servei
Manternach rep amb relació a la línia 30 CFL, els serveis ferroviaris pels trens de Regionalbahn (RB) entre la Ciutat de Luxemburg i Wasserbillig.